# Jiří Ježek (primátor)
Jiří Ježek (* 31. ledna 1963 Jablonec nad Nisou) je podnikatel a bývalý český politik, v minulosti člen ODS a TOP 09, který byl v letech 1998–1999 primátorem města Liberce.

## Životopis
Narodil se v Jablonci nad Nisou, dětství prožil v Hradci Králové, kde jeho otec pracoval jako letecký mechanik. V letech 1978–1982 absolvoval na liberecké průmyslové škole obor Měřící a automatizační technika, po kterém následovalo studium průmyslové elektroenergetiky na Elektrotechnické fakultě ČVUT v Praze, ukončené úspěšně roku 1987. Po absolvování povinné vojenské služby pracoval v letech 1988–1990 v Chemické úpravně uranového průmyslu jako mistr elektroúdržby. Poté rok působil na Středním odborném učilišti Na Bojišti a pak v letech 1991–1996 jako městský energetik Liberce. Poté, do roku 1998, vykonával funkci zástupce vedoucího odboru hospodářského rozvoje města a manažera rozvojových projektů.
Po svém odvolání z primátorského křesla se stal obchodním ředitelem společnosti Feronastav a později jednatelem společnosti Nescar, působí také jako soukromý podnikatel.

## Politická kariéra
Při komunálních volbách v roce 1998 jako člen ODS vystřídal ve funkci primátora města Liberce Jiřího Drdu, který se stal poslancem parlamentu ČR. Na této pozici však vydržel pouze rok, na podzim roku 1999 předložili opoziční zastupitelé návrh na jeho odvolání, který zdůvodnili tím, že se od svého zvolení chová arogantně a úřad vede neprofesionálně. Pro jeho odvolání však nakonec hlasovali i zástupci vládnoucí ODS. Ještě před svým odvoláním Jiří Ježek z ODS vystoupil. Údajná arogance byla podle něj jen záminkou, své odvolání komentoval: „Zřejmě tam potřebovali někoho, kdo by jim prostě šel na ruku. Myslet si o tom můžu ledacos, ale tyhle věci člověk nikomu neprokáže.“ Ve funkci jej nahradil Jiří Kittner. Později pro časopis Respekt komentoval korupční prostředí ve městě.
Do politiky se pokusil vrátit se vznikem TOP 09. Po vstupu do strany byl zvolen předsedou regionální organizace v Liberci a za TOP 09 kandidoval ze 13. místa ve volbách do Poslanecké sněmovny PČR v roce 2010, ale neuspěl. Po volbách došlo k výměně regionálních orgánů a noví členové v čele s kandidátem na primátora Luďkem Nečesaným jej vyloučili ze strany.